# Torzewo
Torzewo – wieś w Polsce położona w województwie kujawsko-pomorskim, w powiecie radziejowskim, w gminie Topólka.

## Podział administracyjny
W latach 1975–1998 miejscowość administracyjnie należała do województwa włocławskiego. Wieś sołecka – zobacz jednostki pomocnicze gminy Topólka w BIP.

## Demografia
Według Narodowego Spisu Powszechnego (III 2011 r.) liczyła 210 mieszkańców. Jest dziesiątą co do wielkości miejscowością gminy Topólka.

## Historia wsi
Wieś występuje w dokumentach z XVI wieku. Rejestr poborowy z roku 1557 wykazuje pobór z 9 łanów, 4 zagrodników, 2 komorników. Dwa łany są puste (Pawiński Kod. Wielkop. t.II s.11). W XIX wieku Torzewo to wieś i folwark tej nazwy w powiecie nieszawskim, gminie Czamanin, parafii Witowo. W roku 1885 było tu 130 mieszkańców na 114 morgach włościańskich. Ziemi dworskiej 633 morgi. Spis z roku 1827 wykazał 130 mieszkańców i 12 domów.